# Seeing Red (Arrow)
Seeing Red es el vigésimo episodio de la segunda temporada y cuadragésimo tercer episodio a lo largo de la serie estadounidense de drama y ciencia ficción, Arrow. El episodio fue escrito por Wendy Mericle & Beth Schwartz y dirigido por Doug Aarniokoski. Fue estrenado el 23 de abril de 2014 en Estados Unidos por la cadena The CW.
Roy desata su incontrolable ira causada por el Mirakuru sobre los habitantes de la ciudad. Tras una lucha entre Roy y un oficial de policía, Oliver descubre que el suero ha tomado control por completo de Roy y debe encontrar una manera de detenerlo. Las cosas se complican cuando Sara declara que la única manera de parar a Roy es matándolo. Mientras tanto, Thea intenta llegar a su novio y utiliza el mitin de Moira para atraerlo al Verdant. El plan de Thea funciona pero después de ser atacada por Roy, el equipo Arrow decide ir tras él.

## Argumento
Roy finalmente despierta y huye de la guarida. Mientras tanto, Moira se prepara para el mitin en el Verdant pero Thea le dice que es el único lugar que no ha envenenado y por lo tanto no puede llevar a cabo su evento ahí. Es entonces que Mark le dice a Moira que no puede dividirse siendo madre y candidata y debe centrarse en una sola cosa. Diggle y Felicity se cuestionan el hecho que la prensa no ha dicho nada sobre el fallecimiento de Isabel.
Oliver y Sara salen en busca de Roy, pero después de que Canario descubre que el chico ha atacado a Sin, le dice a Oliver que deben asesinarlo. Oliver se niega y le dice que no puede rendirse con Roy de la misma manera que lo hizo con Slade. Por otra parte, Moira visita a Sebastian en su casa de campaña y le dice que ha decidido retirarse de la contienda para enfocarse en reparar su relación con su hija.
Sin llama a Sara y le dice ha localizado Roy, quien se encuentra en la iglesia abandonada donde viven las chicas. La Flecha y Canario acuden al lugar, en donde Roy los ataca, dejando a Sara inconsciente y a Oliver lesionado de la rodilla. Al salir del lugar, Roy se encuentra con un par de agentes de policía, asesinando a uno de ellos con una de las flechas de Oliver. Sara y Oliver vuelven a debatir el hecho de mantener con vida a Roy sabiendo el peligro que significa mientras esperan que Caitlin encuentre una cura en S.T.A.R. Labs, por lo que Sara toma una de las pistolas y sale en busca de Roy. Mientras tanto, Felicity identifica la ruta que Roy está siguiendo y deducen que se dirige a la mansión de los Queen.
Por otra parte, una vez que el mitin ha comenzado, Mark le dice a Oliver que Moira piensa usar el evento para anunciar que deja la candidatura. Oliver acude a hablar con su madre y le dice que la mejor forma de acercarse a Thea es haciendo el bien por la ciudad en vez de centrarse en reparar su relación. Es entonces que Moira le revela a Oliver que sabe que él es el vigilante y que no podría estar más orgullosa de él. Thea le pide a Sin que le diga qué es lo que le está pasando a su novio. Sin le revela que la noche de Navidad que Roy desapareció, fue inyectado con una especie de droga que está dañando su mente. Roy comienza a tener alucinaciones sobre Thea, quien le dice que debe asesinarla debido a que ella es la culpable de lo que le está pasando.
Moira sale a dar su discurso y reafirmar su compromiso por ayudar a salvar la ciudad una vez que se convierta en alcaldesa. Por otra parte, Thea aprovecha las cámaras que se encuentran en el lugar para mandar un mensaje a Roy. Roy llega al Verdant y comienza a atacar a los guardias de seguridad. Una vez que tiene a Thea enfrente, la toma por el cuello pero Canario aparece apuntándole con una pistola y le exige la suelte o le disparará. Sin embargo, Sin interviene y le dice que no le dispare al chico. Roy suelta a Thea y Canario le dispara en una pierna. Roy le pide que lo asesine y cuando la vigilante está a punto de jalar el gatillo, el encapuchado aparece y le dispara tres flechas con veneno de víbora tibetana que lo dejan inconsciente. Una vez en la guarida, Sara le dice a Oliver que su elección habría sido asesinar a Roy y que ella no es buena para él por lo que ha decidido dejar la ciudad, en busca de una vieja amiga.
Una vez que todo ha vuelto a la normalidad, los Queen dejan el Verdant en una limusina, en donde Thea le dice a Oliver que él sabía lo que estaba pasando con Roy y esa era la razón por la que Diggle estaba cuidándola. Oliver le dice que sólo quiere protegerla pero Thea le responde que ocultarle las cosas sólo le hace más daño. Moira promete trabajar en el asunto y está a punto de revelar a sus hijos que Malcolm está vivo cuando son golpeados por otro auto. Oliver despierta solo para ver que Moira y Thea están a merced de Slade, quien le dice que tendrá que escoger quién vive de las dos. Moira descubre que Slade estuvo con Oliver en la isla y le dice que sus dos hijos deben vivir. Slade aplaude el valor de Moira y se lamenta que Oliver no lo haya heredado, acto seguido, atraviesa el pecho de la mujer con su espada.
Finalmente en un flashback siete años atrás, Oliver le revela a Moira que embarazó a una chica que no es Laurel y siente que su vida ha terminado. Moira contacta a la chica y le da un cheque por un millón de dólares a cambio de que le diga a Oliver que perdió al bebé y se vaya de la ciudad. Más tarde, Oliver recibe una llamada de la chica donde le dice que ha perdido al bebé y regresa a Ciudad Central.

## Elenco
- Stephen Amell como Oliver Queen.
- Katie Cassidy como Dinah Laurel Lance.
- David Ramsey como John Diggle.
- Willa Holland como Thea Queen.
- Emily Bett Rickards como Felicity Smoak.
- Colton Haynes como Roy Harper.
- Manu Bennett como Slade Wilson.
- Susanna Thompson como Moira Queen.
- Paul Blackthorne como el oficial Quentin Lance (crédito solamente).

## Continuidad
- Oficialmente, este es un episodio centrado en Roy.[3]
- Mark Francis fue visto anteriormente en Heir to the Demon.
- Sin fue vista anteriormente en Time of Death.
- Sebastian Blood fue visto anteriormente en Deathstroke.
- Este es el tercer episodio a lo largo de la serie en no mostrar flhasbacks a los eventos ocurridos en la isla.

- En su lugar, el episodio muestra lo sucedido siete años atrás en Ciudad Starling.

- Es el décimo segundo episodio de la temporada en el que uno o más personajes principales están ausentes.

- Es el quinto episodio en el que Quentin Lance no aparece.

- El Mirakuru comienza a afectar a Roy de la misma manera en la que afectó a Slade.
- Moira decide abandonar la candidatura por la alcaldía de Ciudad Starling pero Oliver la hace cambiar de opinión.
- Moira revela saber que Oliver es el vigilante.
- Felicity menciona que Caitlin Snow está trabajando en la cura para el Mirakuru.
- Se revela que Oliver embarazó a una chica siete años atrás.

- Moira le ofrece dos millones de dólares a la chica para que regrese a Ciudad Central.

- Roy lesiona la rodilla derecha de Oliver.
- Roy comienza a alucinar con Thea como Slade lo hace con Shado.
- Roy intenta asesinar a Thea.
- Oliver logra derribar a Roy usando tres fechas con veneno de víbora tibetana.

- Sara utilizó este veneno en sí misma en Heir to the Demon, para evitar regresar a Nanda Parbat con Nyssa al Ghul.

- Sara termina su relación con Oliver y deja la ciudad.
- Moira es asesinada por Slade en este episodio.

- Moira es el segundo personaje principal en morir, siendo Tommy Merlyn el primero.

- Moira Queen se convierte en la decimoséptima persona conocida en estar al tanto de la verdadera identidad de Arrow, siendo John Diggle (Lone Gunmen), Derek Reston (Legacies), Helena Bertinelli (Muse of Fire), Felicity Smoak (The Odyssey), Tommy Merlyn (Dead to Rights), el Dr. Webb (Unfinished Business), Malcolm Merlyn (Darkness on the Edge of Town), Sara Lance (Crucible), Amanda Waller (Keep Your Enemies Closer), el Conde Vértigo (State v. Queen), Barry Allen (The Scientist), Slade Wilson (Three Ghosts), Roy Harper (Tremors), Lyla Michaels (Suicide Squad), Isabel Rochev y Laurel Lance (Deathstroke). las otras dieciséis.

## Banda sonora[4]
| N.º | Intérprete   | Título       | Álbum                          |
| --- | ------------ | ------------ | ------------------------------ |
| 1   | Greg Laswell | And Then You | I Was Going To Be An Astronaut |

## Desarrollo

### Producción
La producción de este episodio comenzó el 24 de febrero y terminó el 3 de marzo de 2014.

### Filmación
El episodio fue filmado del 5 de marzo al 14 de marzo de 2014.

## Recepción

### Recepción de la crítica
Jesse Schedeen de IGN calificó al episodio como grandioso y le otorgó una puntuación de 8.8, comentando: "Si este episodio se hubiera centrado exclusivamente en la búsqueda por Roy Harper, habría sido una manera bastante aburrida de descarrilar el impulso continuo de la serie. Por suerte, esa búsqueda era sólo una pequeña parte de una trama sorprendente, llena de acontecimientos y cargada emocionalmente. Moira fue sin duda el personaje destacado de la semana, que sólo es apropiado teniendo en cuenta que también era su último episodio. Los escritores exploraron efectivamente sus motivaciones y su deseo inquebrantable de proteger a sus hijos, que pagó con creces mientas Slade exigía su venganza en el clímax", dijo. Schedeen también destacó que la actuación de Stephen Amell "produjo la misma sensación cruda de desesperación y horror que hizo la escena de la muerte de Tommy Merlyn tan memorable" y que Manu Bennett "trajo una agradable sensación de imprevisibilidad a la escena".
Paloma Garrón de TodoSeries.com le otorgó cuatro de cinco estrellas posibles y comentó que fue "un episodio redondo. Nos han dado acción, hemos sabido más sobre el pasado de playboy de Oliver, la trama ha avanzado mucho y nos han dejado una escena para recordar. Me da pena, eso sí, despedirme de Moira, que ha hecho un trabajo brillante en el capítulo y en la serie en general, pero su marcha debería darle un buen impulso a lo que resta de temporada. También es una pena despedirse de Susanna Thomson, una actriz de la que tanto Kate [sic] Cassidy como Colton Hayes deberían haber tomado notas".
En la sección Performer of the Week del sitio TV Line, Susanna Thompson fue reconocida con una mención honorífica por su actuación, comentando: "A lo largo de la hora, la veterana de la televisión nos mostró muchos lados de Moira Queen, pasando por la madre protectora dispuesta a pagar por silencio hasta la candidata ansiosa por borrar los pecados del pasado y salvar el futuro de su ciudad. Sin embargo, dos escenas se destacaron: La primera de ellas en la que confiesa saber el secreto de su hijo y la segunda, después del sádico momento decisivo con Slade Wilson, mientras Moira se puso de pie y señaló que sus dos hijos debían sobrevivir, donde la expresión torturada de Thompson pasó a una resolución de acero".

### Recepción del público
En Estados Unidos, Seeing Red fue visto por 2.19 millones de espectadores, recibiendo 0.7 millones de espectadores entre los 18 y 49 años, de acuerdo con Nielsen Media Research.